# Nagy Béla (kertészmérnök)
Nagy Béla (Zalatárnok, 1929. március 22. – ?, 2016. augusztus 23.) magyar kertészmérnök, dendrológus, egyetemi tanár.

## Pályája
Szakirányú tanulmányait a Szombathelyi Kertészképző Tanintézetben kezdte, majd beiratkozott a budapesti Kertészeti Főiskolára, amit 1955-ben kitüntetéssel végzett el. Végzés utáni első munkahelye a Budapest XI. kerületében működött Beloiannisz TSz. volt, majd 1959-től a Kertészeti és Szőlészeti Főiskolára került oktatónak. 1966-ban szerezte meg a mezőgazdasági tudományok kandidátusa, 1979-ben pedig a mezőgazdasági tudományok doktora fokozatot.
Az időközben egyetemi rangra jutott intézményben 1967-ben kapott először tanszékvezetői kinevezést, az akkor még Dísznövénytermesztési (később Dísznövénytermesztési és Dendrológiai) Tanszék élére, a tanszéket csak közel negyedszázad után, 1991-ben – részben a megromlott látása miatt – adta át utódja, Schmidt Gábor részére. Közben, 1971-1980 között a Kertészeti és Élelmiszeripari Egyetem Termesztési Karának dékánja, 1982-1991 között pedig a Környezetrendezési Intézetének igazgatója volt.
Tanszékvezetőként megreformálta a dísznövénytermesztés tantárgy oktatását: a korábbiaknál jóval nagyobb súlyt igyekezett fektetni a gazdaságosság és a gyakorlatiasság szempontjaira, valamint a tudományos megalapozottságra. Oktatóként az ország határain kívül is számon tartották, éveken keresztül oktatott vendégelőadóként az újvidéki mezőgazdasági egyetemen, később ugyancsak hosszabb időn át vezette a szlovákiai magyar dísznövénytermesztő szövetség tanfolyamait.
Nevéhez fűződik többek között egy olyan kemokultúrás termesztési módszer bevezetése az 1960-as években, amit a szakma azóta is kiterjedten, jövedelmezően alkalmaz. Nagy része volt a korszerű dísznövénytermesztés első tananyagainak összeállításában, egyetemi és szakközépiskolai szinten egyaránt. Művei között 7 tankönyv, 5 egyetemi jegyzet és 6 gyakorlati szakkönyv található, egyéb publikációinak száma 200 felett van. Utóbbiak között említhető, hogy Európában is egyedülálló (1200 darabos) diasorozatot állított össze a virágkötészet oktatására. Munkásságával jelentősen hozzájárult ahhoz, hogy a hazai dísznövénytermesztés az 1960-70-es években állami támogatás nélkül is európai színvonalra tudott fejlődni, ezáltal később is életképes maradt.
2016. augusztus 23-án hunyt el, életének 88. évében, hosszan tartó súlyos betegség után.

## Emlékezete

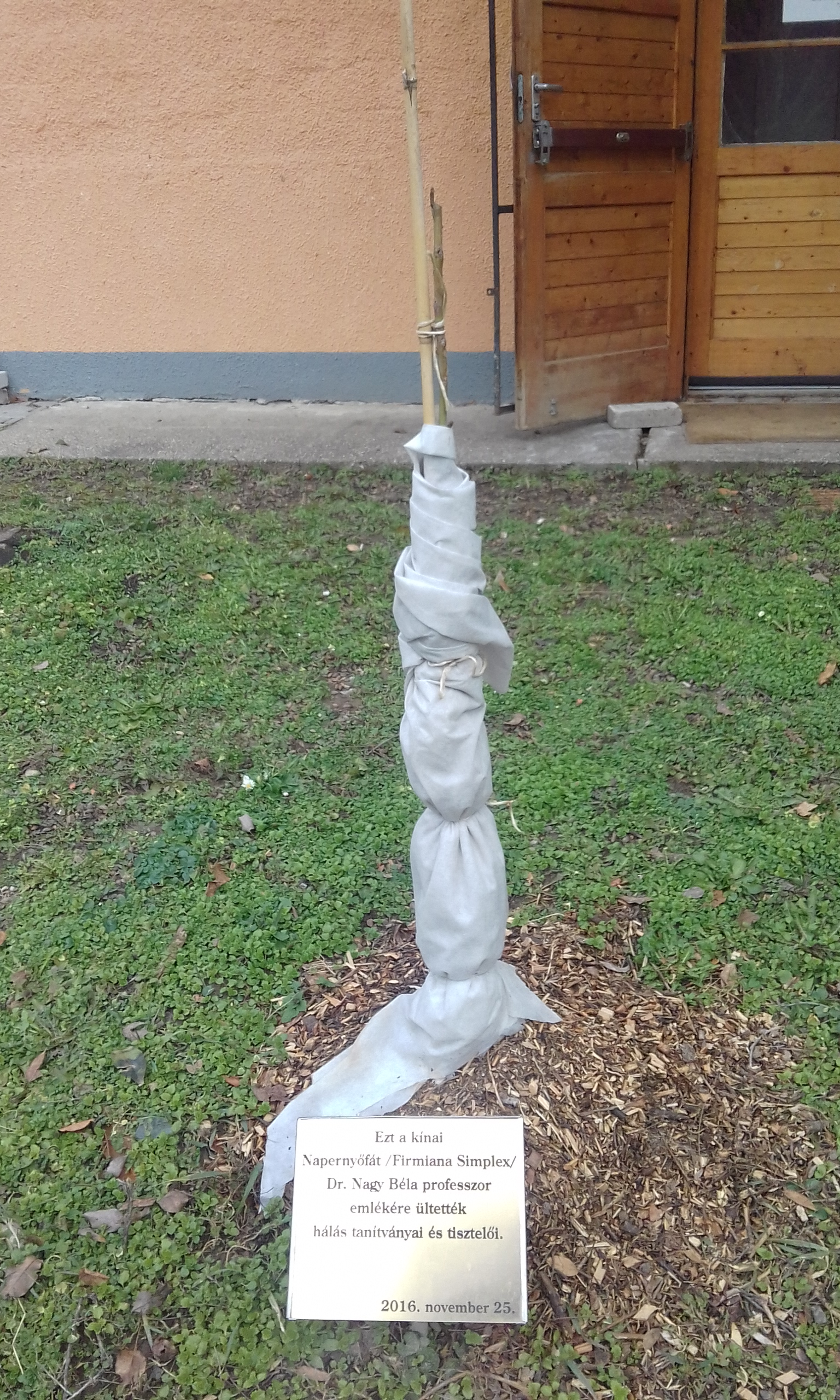
Nagy Béla emlékfája a Budai Arborétumban

- 2016 novemberében egy emlékfát – egy kínai napernyőfát (Firmiana simplex) – ültettek a tiszteletére az egykori Kertészeti Egyetem Budai Arborétumának alsó felében, a Szüret utca és a Ménesi út kereszteződése közelében.